# Pepsi Twist

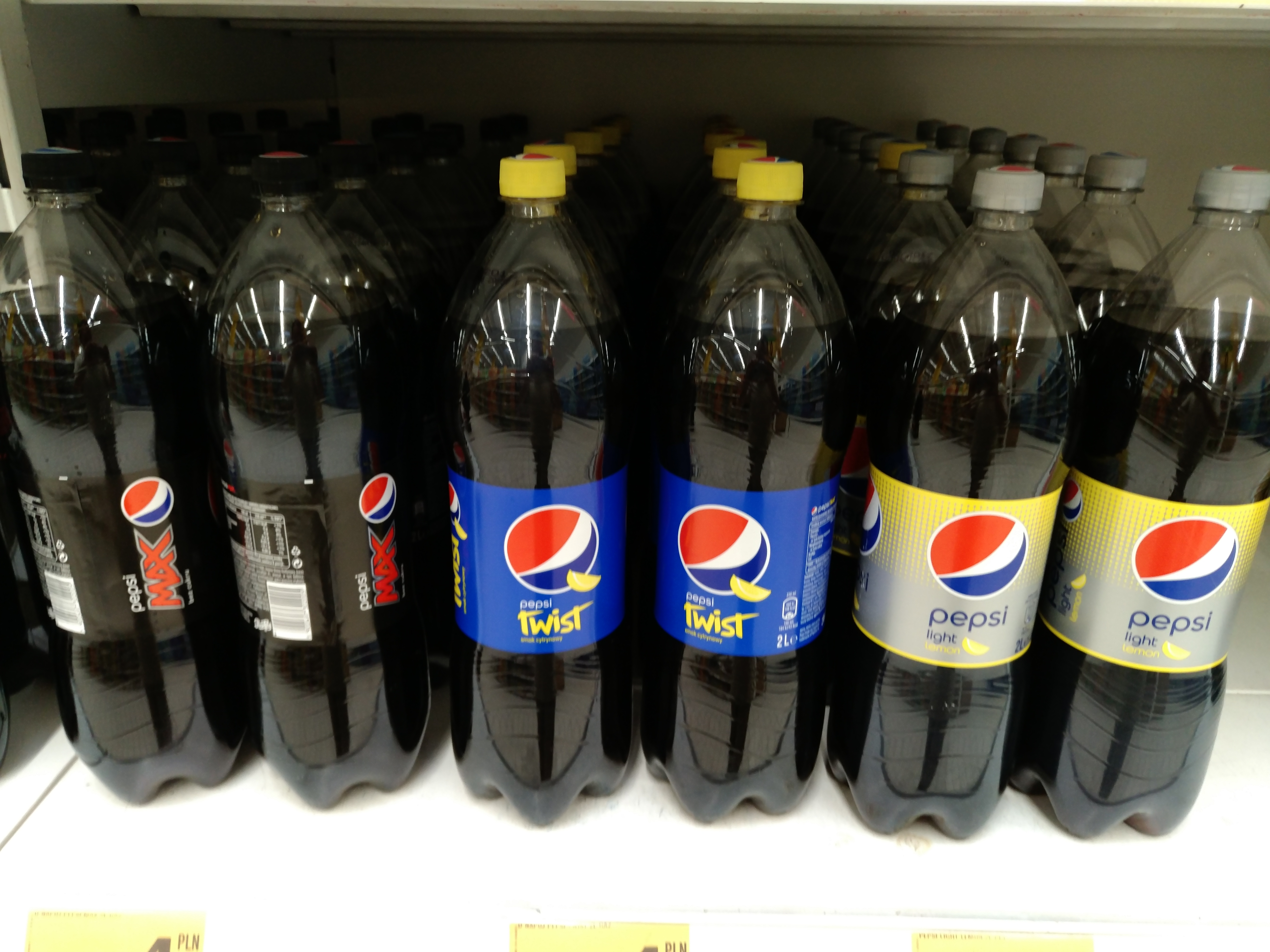
Pepsi Twist

Pepsi Twist – napój bezalkoholowy  o smaku cytrynowym produkowany przez firmę PepsiCo.
Sprzedawany w USA oraz w wielu krajach Europy, Azji i Ameryki Południowej. Napój pojawił się w roku 2001 w Stanach Zjednoczonych.  